# Phyllonorycter sibirica
Phyllonorycter sibirica är en fjärilsart som beskrevs av Kuznetzov och Seksjaeva V.Baryshnikova 2001. Phyllonorycter sibirica ingår i släktet guldmalar, och familjen styltmalar. Inga underarter finns listade i Catalogue of Life.